# NGC 4378
NGC 4378 é uma galáxia espiral (Sa) localizada na direcção da constelação de Virgo. Possui uma declinação de +04° 55' 31" e uma ascensão recta de 12 horas, 25 minutos e 18,0 segundos.
A galáxia NGC 4378 foi descoberta em 2 de Fevereiro de 1786 por William Herschel.